# Aspidimorpha uluguruensis
Aspidimorpha uluguruensis es un coleóptero de la familia Chrysomelidae. Fue descrita en 1997 por Borowiec.